# Annona macroprophyllata
Annona diversifolia là loài thực vật có hoa thuộc họ Na. Loài này được Donn.Sm. mô tả khoa học đầu tiên năm 1910.